# Промови Високого
«Промови Високого» (давньосканд. Hávamál) — друга пісня «Старшої Едди», це збірка мудрих настанов Одіна, які передають його філософію. Вони передають уявлення про те, як слід жити, що цінувати і як ставитися до труднощів життя. Оскільки Вотан, головний бог скандинавського пантеону, асоціюється з мудрістю, його поради зосереджені на розвитку розуму та обачності. Він вчить, що найбільше значення має знання та розум, а не фізична сила чи зовнішні досягнення.

## Аналіз
Одним із головних послань є важливість внутрішньої сили та розуму, що допомагають людині долати життєві труднощі. Одін вважає, що правильні рішення не завжди очевидні, і часто слід бути обережним і розсудливим. Його поради звертаються до здатності мислити стратегічно, не покладатися на емоції та не діяти поспіхом. Він підкреслює значення самоконтролю й обачності в стосунках з іншими людьми, адже довіра до невірних осіб може призвести до проблем.
Особлива увага в "Промовах Одіна" приділяється смерті та долі. Одін не боїться смерті, адже вважає її неминучою частиною життя, і вчить, що важливіше не те, скільки часу ми живемо, а те, як ми його проводимо. Він закликає не боятися труднощів і не здаватися перед важкими ситуаціями, бо саме через страждання і випробування людина може стати сильнішою і мудрішою.
Ці настанови спонукають до самовдосконалення, самоповаги й особистої відповідальності. Вони зберігають універсальну цінність, наголошуючи на тому, що справжня мудрість і сила полягають у здатності бути обачним, розсудливим і відкритим до постійного навчання, щоб долати всі перешкоди на шляху.